# Сан Андрес лас Фронтерас, Н. К. де П. Ехидал (Кујоако)
Сан Андрес лас Фронтерас, Н. К. де П. Ехидал (шп. San Andrés las Fronteras, N. C. de P. Ejidal) насеље је у Мексику у савезној држави Пуебла у општини Кујоако. Насеље се налази на надморској висини од 2380 м.

## Становништво
Према подацима из 2005. године у насељу су живела 2 становника.

### Хронологија
| Година       | 2000        | 2005 |
| ------------ | ----------- | ---- |
| Становништво | 18 (8 / 10) | 2    |

### Попис
| # | Индикатор                        | Вредност |
| - | -------------------------------- | -------- |
| 1 | Укупно појединачних домаћинстава | 1        |